# 山梨市立図書館
山梨市立図書館（やまなししりつとしょかん）は、山梨県山梨市の公立図書館。同図書館に併設されている中央公民館についてもこの項目で述べる。

## 概要
- 開館：1996年
- 蔵書数：13万冊[1]

## 所在地
- 山梨県山梨市万力1830、山梨市民会館1F・2F

## 開館日
- 開館時間：9時から19時
- 休館：毎週月曜日

## 山梨市民会館
山梨市の同図書館を含む集会所。大会議室の他、小ホール、展示室が存在する。

## 周辺の施設
- ちどり湖
- 万力公園
- 山梨市役所
- 差出の磯大嶽山神社